# Archimonocelis medusa
Archimonocelis medusa är en plattmaskart som beskrevs av Curini-Galletti och Cannon 1997. Archimonocelis medusa ingår i släktet Archimonocelis och familjen Archimonocelididae. Inga underarter finns listade i Catalogue of Life.